# 1498 az irodalomban
Az 1498. év az irodalomban.

## Születések
- 1498 – Johannes Honterus erdélyi szász humanista, polihisztor, lutheránus reformátor, pedagógus, könyvkiadó († 1549)
- 1498 körül – Mírábáj hindu misztikus költőnő, szerzeményei India-szerte ismertek és népszerűek († 1547 körül)
- 1498 – Andreas Osiander német luteránus teológus († 1552)

## Halálozások
- 1498 – Cristoforo Landino itáliai, firenzei humanista, költő, író, filológus (* 1424)